# 阿榮與阿玉 (電視劇)
《阿榮與阿玉》，是與嘉義縣政府合作拍攝的戲劇，拍攝的主要場景位置在嘉義縣朴子、東石與布袋等地，主軸包含王爺信仰等。

## 演員
參與拍攝的主演包含柯叔元、韓瑜、林玟誼、張睿家、伊正、張再興（飾嘉義布袋嘉應廟副主委）、柏妍樺、張絡扉、黃新皓、劉紀範、吳心緹、李亮瑾、謝其文、民雄、小亮哥、鄭仲茵、王淑娟、黃西田等。

## 外部連結
- 阿榮與阿玉的Facebook專頁